# Václav Jindřich Gajzler
Václav Jindřich Gajzler OP (15. ledna 1944, Nové Město nad Metují – 26. srpna 2000 Jablonec nad Nisou) byl český katolický kněz, člen dominikánského řádu, „Strážce hrobu“ sv. Paní Zdislavy a děkan v Jablonném v Podještědí.

## Období totality
Pocházel z rodiny varhaníka z Nového Města nad Metují. Kněžské svěcení přijal 23. června 1968 v Praze. Zpočátku působil v královéhradecké diecézi, a sice jako kaplan v Holicích u Pardubic. Tehdy již patřil ilegálně k dominikánskému řádu, ačkoliv komunistický režim v Československu vstup do řeholí v té době nepovoloval. Slavné řádové sliby v řádu dominikánů složil 6. ledna 1969 u v kostele Panny Marie v Chlumu nad Ohří. Dominikánský provinciál Ambrož Svatoš, OP si povšiml Gajzlerových intelektuálních schopností a snažil se v době politického uvolnění kolem roku 1968 vyjednat mu možnost dalších teologických studií v zahraničí, což však nebylo státní mocí dovoleno. Roku 1969 byl Gajzler povolán, aby obnovil a pokračoval v díle blahoslavené Zdislavy v klášteře v Jablonném v Podještědí (litoměřická diecéze). V této době také nějaký čas vykonával službu představeného provizorního noviciátu (tzv. novicmistra) pro českou dominikánskou provincii, která tajně přijímala nové zájemce o vstup do řádu.
V 70. letech 20. století mu byl odebrán státní souhlas k duchovenské činnosti a po odvolání z funkcí a internaci (ze které se vrátil s podlomeným zdravím) musel nastoupit k nucené práci v závodě NISA, kde pracoval až do roku 1989. Ze zřetele jej také nepouštěla StB, jíž byl průběžně sledován. Přesto se po celou dobu obětavě staral rekonstrukci kostela i kláštera spolu s dalšími dominikánskými řeholníky Františkem Šverclem OP a Tomášem Pospíšilem. Tomáš Pospíšil byl však zakrátko donucen státními orgány z Jablonného odejít a přijmout správu farnosti v Mimoni. V Jablonném zůstal s Gajzlerem z kněží pouze Švercl, který ovšem oficiálně nastoupil zdravotní dovolenou a v duchovní správě působit nesměl. S tímto spolubratrem a trojicí kongregačních dominikánských sester vytvářel Jindřich Gajzler po celá léta de facto ilegální dominikánskou komunitu v klášteře v Jablonném, která ovšem nesměla veřejně působit a oba kněží docházeli do civilního zaměstnání. Komunita se odmítala rozejít, nakonec bylo jejím členům umožněno v klášteře zůstat jako "nájemníci". Žili zde pak až do roku 1989 ve velmi nevyhovujících podmínkách. V rámci možností její členové věrně zachovávali ideál dominikánského komunitního života. K tomu, že komunitu se podařilo alespoň takto udržet, přispělo i to, že Gajzler dokázal v případě potřeby jednat s příslušnými orgány celkem rázně a leckdy se v komunikaci s nimi nezdráhal používat i velmi hrubých, až vulgárních výrazů. Tato určitá hrubost a ostražitost se stala postupně jednou z jeho charakteristik, ač sám připouštěl - a lidmi, kteří s ním byli v blízkém kontaktu to bylo potvrzováno - že tomuto způsobu jednání jej naučily podmínky, ve kterých byl jako režimu nepohodlná osoba nucen žít. K lidem, kterým důvěřoval, se choval naopak velmi taktně a citlivě a tito s ním velmi rádi udržovali kontakt. V jednání s lidmi si velmi cenil pravdivosti a rovného jednání.
V roce 1989 natočil v Jablonném režisér Milan Tomsa krátkometrážní černobílý dokument Srdce se nemá chytat, z převážné části ukazující Gajzlerovy snahy o obnovu jablonské basiliky a zčásti též život oné poloilegální komunity. Gajzler v tomto dokumentu mimo jiné zkritizoval tehdejšího předsedu MěNV v Jablonném za devastaci a následnou demolici řady historicky cenných objektů v městečku a okolí. Název snímku byl odvozen od Gajzlerova výroku o zvonech a technice vyzvánění, který zaznívá v závěru filmu. Snímek byl uveden až v roce 1990.

## Svatořečení Zdislavy z Lemberka
K plné práci na obnově kláštera a baziliky v Jablonném se mohl vrátit však až v roce 1990 (hned k 1. lednu 1990 mu byl navrácen tehdy ještě stále formálně povinný státní souhlas), kdy zde byl jmenován nejprve administrátorem a k 1. říjnu 1990 naopak, pro přemíru jiných nutných povinností, kaplanem děkanského úřadu a kustodem hrobu blahoslavené Zdislavy s pověřením ke generální opravě kostela. Se svými názory se netajil ani v těchto nových podmínkách a nelíbilo-li se mu naopak něco na jednání církevních představených, dokázal to dát najevo. Na straně druhé si ale velmi cenil zachovávání poslušnosti vůči těmto představeným a sám jí důsledně zachovával i ohledně příkazů, se kterými z nějaké příčiny vnitřně nesouhlasil.
Od 1. června 1991 byl jmenován administrátorem děkanského úřadu v Jablonném v Podještědí a excurrendo administrátorem farnosti Dubnice.
Během několika let se mu podařilo obnovit vzhled baziliky a dožil se také svatořečení Zdislavy z Lemberka papežem Janem Pavlem II. dne 21. května 1995. Stal se rektorem této baziliky a získal titul Strážce hrobu sv. Zdislavy. Z jeho iniciativy si dominikánský řád v roce 1994 u skladatele Miloše Boka objednal oratorium Svatá Zdislava. Dne 16. srpna 2000 během návštěvy na faře ve Smržovce náhle zkolaboval (jednalo se o kolaps, způsobený souběhem infarktu a mrtvice, následovaný selháním ledvin) a byl hospitalizován v nemocnici v Jablonci nad Nisou. Zde také 25. srpna 2000 zemřel. Poslední rozloučení s ním se konalo 2. září 2000 v klášterním chrámu a papežské bazilice sv. Vavřince a sv. Zdislavy v Jablonném v Podještědí, po mši svaté byl pohřben do řádové hrobky v téže bazilice.